# Chafariz do Largo Francisco Maria Brum

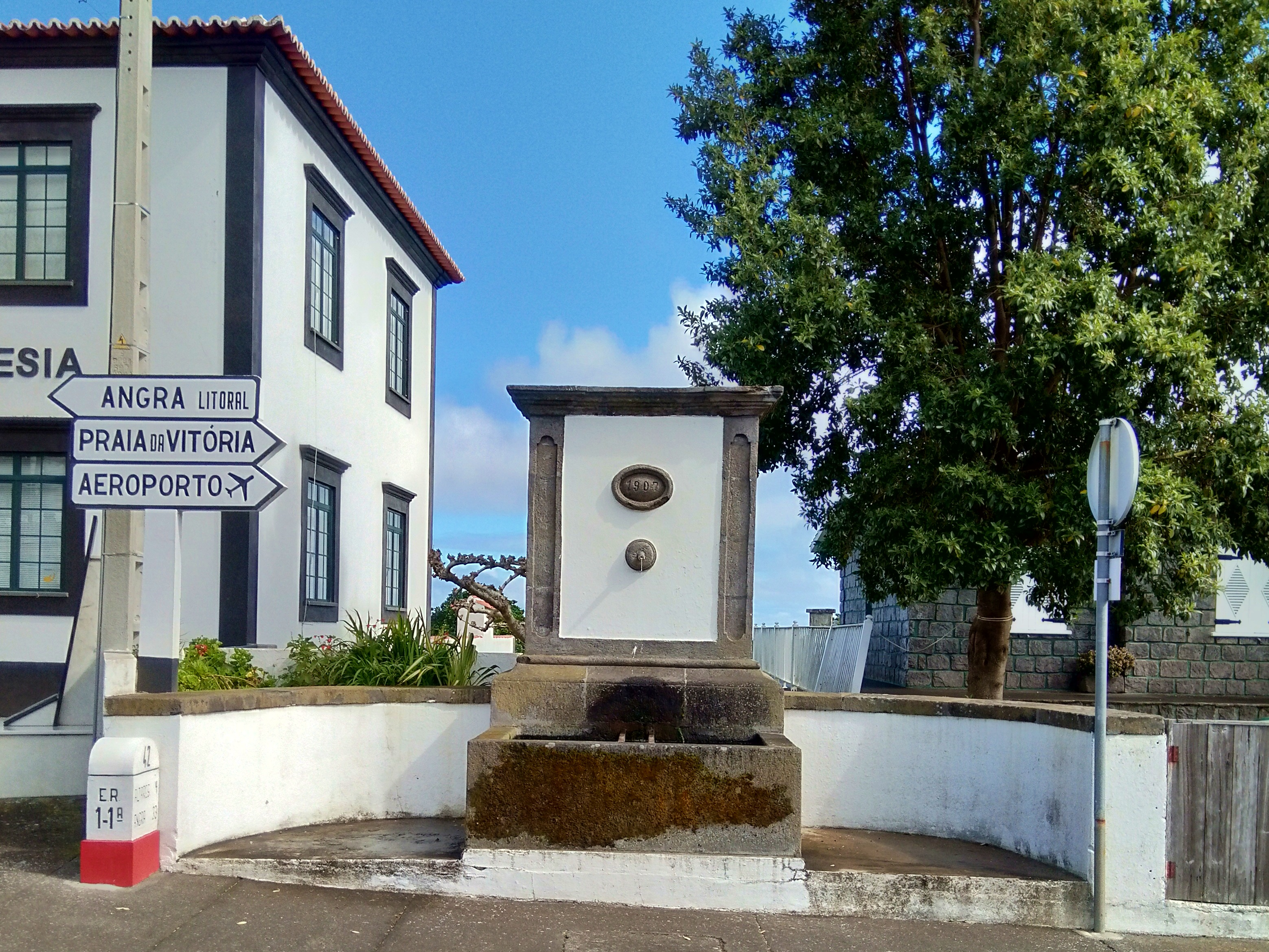
Chafariz do Largo Francisco Maria Brum, nos Biscoitos.

O Chafariz do Caminho do Concelho, também referido como Chafariz do Largo Francisco Maria Brum, localiza-se no largo de mesmo nome, na freguesia dos Biscoitos, concelho da Praia da Vitória, na ilha Terceira, Região Autónoma dos Açores, em Portugal.

## História
De acordo com o Inventário do Património Imóvel dos Açores, datará do século XX (BRUNO, 2004:282 Ficha n.º 32.195.162).
Encontra-se relacionado no Inventário do Património Histórico e Religioso para o Plano Director Municipal da Praia da Vitória.

## Características
Exemplar de arquitetura civil, trata-se de um chafariz formado por uma parede retangular que serve também de pano de fundo. Tem um embasamento saliente e é encimado por uma cornija que lhe complementa o topo. Tem com tanque encostado à parte anterior.
Ao centro situa-se uma pedra moldurada bastante saliente onde foi inserida a bica de água corrente.
Acima da bica encontra-se uma cartela de forma elíptica onde se lê a inscrição "1907".
O chafariz foi rebocado e caiado com excepção da base, dos cunhais apilastrados, da cornija, da cartela e do tanque de água que são em cantaria de pedra de cor escura e à vista.
A sua construção está enquadrada por dois muretes de forma semicircular, rebocados e caiados também a cal de cor branca, com os remates em cantaria também à vista.